# Wereldkampioenschappen baanwielrennen 1947
De wereldkampioenschappen baanwielrennen 1947 werden van 26 juli tot en met 3 augustus 1947 gehouden in het Franse Parijs. Er stonden vijf onderdelen op het programma, drie voor beroepsrenners en twee voor amateurs.

## Uitslagen

### Beroepsrenners
| Onderdeel     | Goud          | Goud      | Zilver                | Zilver    | Brons               | Brons       |
| ------------- | ------------- | --------- | --------------------- | --------- | ------------------- | ----------- |
| Sprint        | Jef Scherens  | België    | Louis Gérardin        | Frankrijk | Georges Senfftleben | Frankrijk   |
| Achtervolging | Fausto Coppi  | Italië    | Antonio Bevilacqua    | Italië    | Hugo Koblet         | Zwitserland |
| Stayeren      | Raoul Lesueur | Frankrijk | Jean-Jacques Lamboley | Frankrijk | Jan Pronk           | Nederland   |

### Amateurs
| Onderdeel     | Goud              | Goud                | Zilver          | Zilver    | Brons          | Brons      |
| ------------- | ----------------- | ------------------- | --------------- | --------- | -------------- | ---------- |
| Sprint        | Reginald Harris   | Verenigd Koninkrijk | Cor Bijster     | Nederland | Henri Sensever | Frankrijk  |
| Achtervolging | Arnaldo Benfenati | Italië              | Atilio François | Uruguay   | Knud Andersen  | Denemarken |

### Medaillespiegel
| Plaats | Land                | Goud | Zilver | Brons | Totaal |
| 1      | Italië              | 2    | 1      | 0     | 3      |
| 2      | Frankrijk           | 1    | 2      | 2     | 5      |
| 3      | België              | 1    | 0      | 0     | 1      |
| 3      | Verenigd Koninkrijk | 1    | 0      | 0     | 1      |
| 5      | Uruguay             | 0    | 1      | 0     | 1      |
| 6      | Nederland           | 0    | 1      | 1     | 2      |
| 7      | Denemarken          | 0    | 0      | 1     | 1      |
| 7      | Zwitserland         | 0    | 0      | 1     | 1      |
| Totaal | Totaal              | 5    | 5      | 5     | 15     |